# آي ميش
 آي ميش (بالإنجليزية: iMesh)‏ هو برنامج لمشاركة الملفات عبر شبكة الإنترنت. وهو بنظام الند للند.

## وصلات خارجية
- الموقع الرسمي